# UMPK (kit de bombes)
UMPK (en russe : УМПК, Унифицированный модуль планирования и коррекции, « module unifié de vol à voile et de correction ») est un prêt-à-monter de guidage développé pour la première fois par le bureau d'études russe Bazalt pour convertir des bombes soviétiques non guidées en munitions à guidage de précision. C'est un prêt-à-monter d'extension de portée de vol de bombe aérienne, similaire à celui de la JDAM américaine. Le système de guidage et la fonction de vol plané du prêt-à-monter UMPK peuvent fournir aux bombes aériennes ordinaires des capacités de frappe à plus longue portée et plus précises. Ils sont largement utilisés par l'armée de l'air russe lors de l'invasion russe de l'Ukraine.

## Historique

Bombes FAB-500 avec prêts-à-monter UMPK déployant leurs ailes

Le prêt-à-monter de guidage pour les bombes soviétiques-russes est proposé pour la première fois par NPO Bazalt en 2003 comme un dispositif bon marché qui peut être installé sur des stocks déjà existants pour augmenter la portée et la précision des bombes aériennes. Son prototype est présenté pour la première fois lors de l'exposition Aero India 2003. La mise à niveau, alors appelée MPK, continue d'être proposée en 2008.
Début janvier 2023, des utilisateurs russes sur les réseaux sociaux partagent une photo d'une bombe FAB-500M-62 avec un kit attaché ressemblant à une JDAM, cependant, la qualité « artisanale » du prêt-à-monter pourrait indiquer qu'il s'agit d'un prototype,.
Fin mars 2023, le porte-parole de l'armée de l'air ukrainienne Youriy Ignat rapporte que l'armée russe a commencé à utiliser massivement des bombes aériennes modifiées avec une charge explosive de 500 kg. Les avions russes les larguent à quelques dizaines de kilomètres sur des cibles situées dans la zone de première ligne, sans entrer dans le champ de tir de la défense aérienne ukrainienne.
En avril 2023, un Su-34 largue accidentellement une bombe sur la ville russe de Belgorod.
L'utilisation de l'UMPK est publiquement reconnue pour la première fois par le ministère de la Défense russe en mai 2023,.
Selon une enquête menée en novembre 2023 par l'ONG britannique Conflict Armament Research, le nouvel UMPK dispose, entre autres, d'un système électronique plus complexe comprenant un contrôleur de navigation SMART et un module de navigation par satellite Kometa,.

### 2024
À partir de 2024, le nombre d'utilisations de bombes aériennes équipées d'UMPK explose sur toute la ligne de front. Lors de la bataille d'Avdiïvka, l'armée de l'air russe aurait largué jusqu'à 60 bombes par jour au plus fort de la bataille. Selon l'état-major ukrainien, l'armée de l'Air russe a largué plus de 3 500 FAB avec prêt-à-monter UMPK entre le 1er janvier 2024 et le 29 mars 2024, soit seize fois plus qu'en 2023. Cela représente une moyenne de 50 par jour,. Le 20 juin 2024, la Russie a utilisé pour la première fois une FAB-3000 équipée d'un prêt-à-monter UMPK.
À partir de l'hiver 2024, les Ukrainiens seraient parvenus à tromper son système de guidage grâce au dispositif de guerre électronique « Lima » qui combine brouillage et cyber-attaque, rendant nécessaire l'usage de huit à seize de ces bombes planantes pour toucher un objectif selon une source russe.

## Description

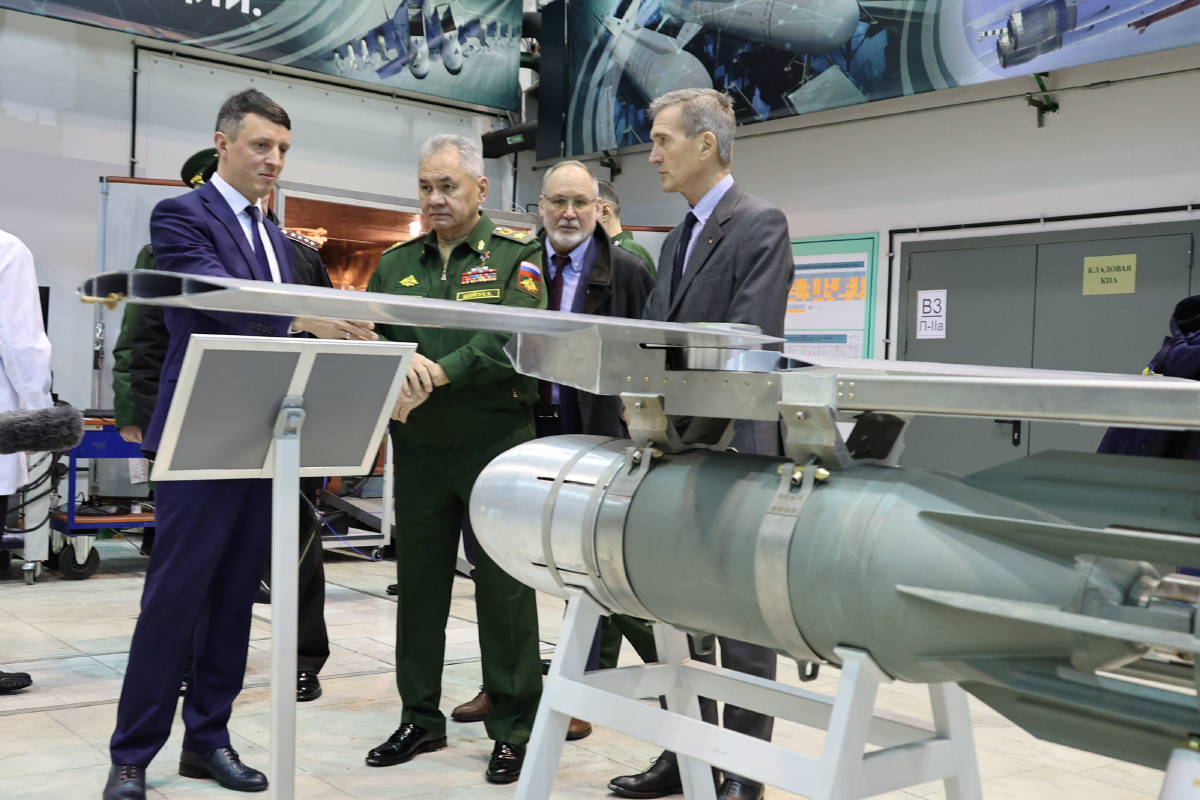
FAB-250 avec UMPK.

Le kit de guidage de bombe aérienne UMPK est conçu pour convertir les bombes non guidées traditionnelles en bombes guidées afin d'offrir une plus grande précision de frappe. La portée d'attaque maximale dépend de l'altitude, de la vitesse et de la trajectoire de l'avion avant son largage.
Le fabricant actuel du module n'est pas officiellement nommé. Il existe peut-être plusieurs entreprises qui les produisent, ainsi que plusieurs variantes du module lui-même.
La bombe est équipée du système Kometa-M, qui assure une connexion sans obstruction à la bombe même en présence de systèmes de guerre électronique. Le système est également composé d'une paire d'ailes qui se déplient une fois que la bombe est détachée de l'avion, initialement les ailes sont orientées vers le sol et lors du décrochage elles se remettent en position haute grâce à la gravité.
L'unité coûterait 2 millions de roubles (l'équivalent de 21 200 $ en 2024), ce qui est bon marché pour une arme guidée d'une telle puissance. Le stock russe de bombes aériennes non guidées est très important et ne risque pas d'être épuisé rapidement.
Cette arme présente de nombreux avantages en capacité de tir indirect pour l'armée russe car la puissance destructrice d'une seule FAB-500 est bien plus importante que plusieurs obus d'artillerie. Une FAB-500 est composée d'environ 300 kg d'explosifs alors qu'un obus d'artillerie conventionnel de calibre 152 mm contient entre 5 kg et 10 kg d'explosif. Une seule bombe peut réduire en miettes un bâtiment de plusieurs étages.
Il existe plusieurs variantes du kit :

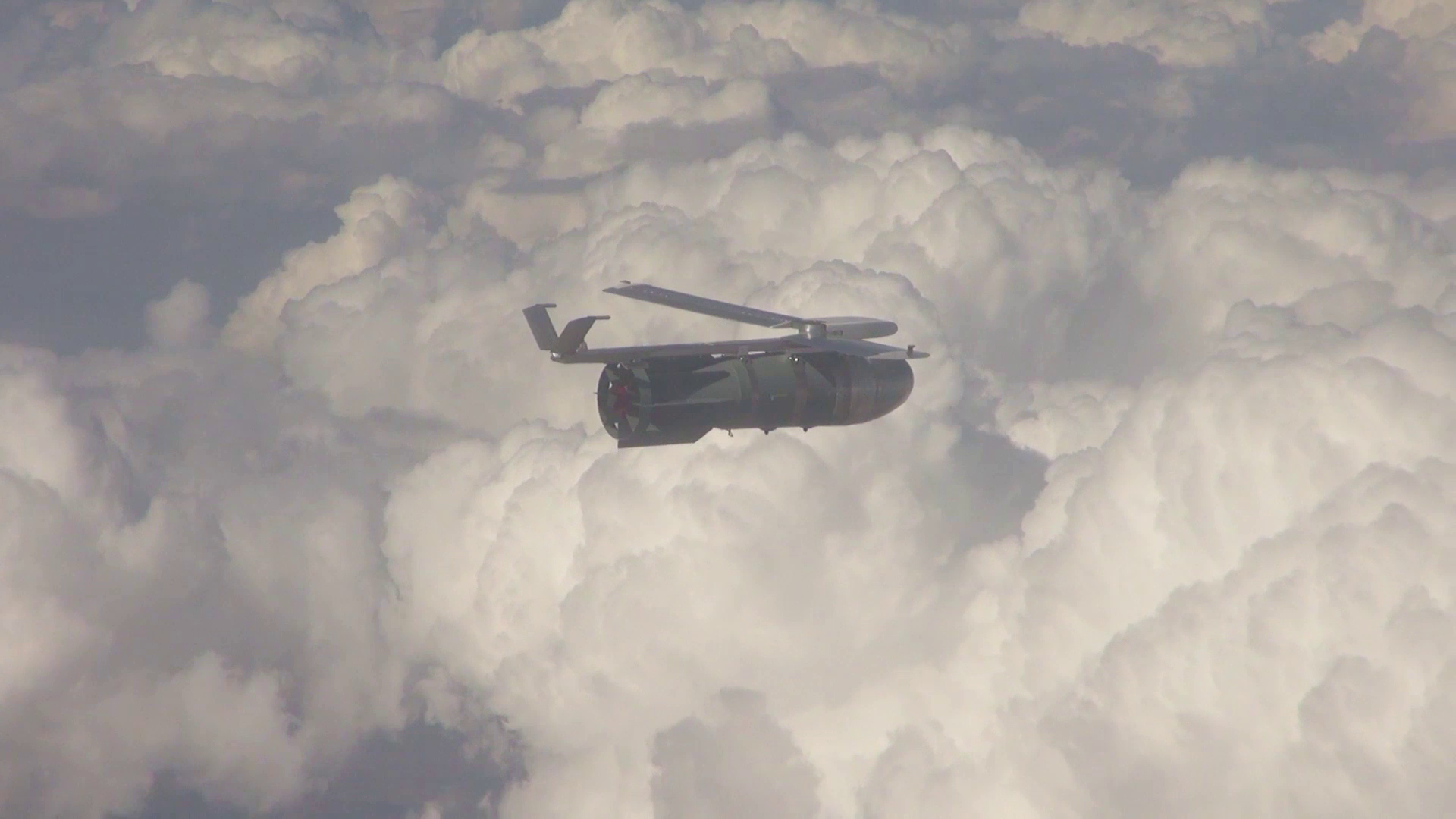
FAB-3000 avec un kit UMPK

- FAB-3000 avec un kit UMPKFAB-500 - La première bombe équipée d'UMPK et la plus largement utilisée,contenant environ 213 kg d'explosif[19].
- FAB-1500 - est utilisée à partir de septembre 2023[20]. Lors de la visite d'une délégation conduite par le ministre russe de la Défense Sergueï Choïgou au complexe militaro-industriel de la Société de missiles tactiques dans la région de Moscou en janvier 2024, la bombe guidée FAB-1500-М54 est exposée au public[21],[22].
- FAB-3000 - Bombe la plus puissante de la famille FAB, sa masse totale est de 3 067 kg et contient entre 1 400 kg et 1 600 kg d'explosifs. Elle est utilisée pour la première fois avec un kit UMPK le 20 juin 2024[13].
- RBK-500 - Bombe à sous-munitions [23].
- FAB-250 - Bombe plus légère que la FAB-500, équipée d’environ 100 kg d'explosif.
- ODAB-500 - Bombe thermobarique composée de 193 kg d'explosif air-carburant hautement volatil[24].
- ODAB-1500 - Bombe thermobarique de 1 500 kg[25].

## Utilisations notables
- Le magazine Forbes déclare en août 2023 que l’utilisation à grande échelle de bombes guidées russes entrave grandement la contre-offensive ukrainienne sur le front de Zaporijjia[26].
- Une FAB-1500 est utilisée pour frapper le pont Antonovsky à Kherson[19].
- Un radar du système de défense aérienne IRIS-T est ciblé par l'UMPK à environ 25 km de la ligne de front[27].
- Bataille d'Avdiïvka : Jusqu'à 60 bombes sont larguées par jour à partir de 2024.

## Voir  aussi
- JDAM
- AASM
- GBU-39
- FAB-500